# 大木武
大木 武（おおき たけし、1961年7月16日 - ）は、静岡県清水市（現静岡市）出身の元サッカー選手、サッカー指導者。

## 来歴

### 選手時代
静岡県立清水東高等学校（高校の同級生に望月一頼）、東京農業大学を経て、富士通に入社。MF/FWとしてプレー。1991年に現役引退した。

### 富士通・清水コーチ時代
母校である東京農業大学からコーチの依頼を受け、次の可能性にトライしてみようと現役を引退し、富士通に勤めながら指導者としての道を歩み始めた。1993年には富士通を退社し清水エスパルスのユース監督兼ジュニアユースコーチに就任。その後サテライトコーチを経て、1999年にはスティーブ・ペリマンが一時帰国した際には代行監督としてナビスコ杯2回戦で指揮を執った。

### 第一期甲府監督時代
2002年にJ2所属のヴァンフォーレ甲府の監督に就任。当時の甲府は3年連続最下位の状態であり、ようやく経営危機から脱出したばかりで予算も限られた状態であったが、藤田健、倉貫一毅、石原克哉、水越潤といったメンバーが台頭し、また鶴見智美や影山由高によって得点力が向上した。守備についても清水からアライールをレンタル移籍させるなどして安定化に努めた結果、12チーム中7位にまで引き上げる事に成功した。

### 清水監督時代
2003年に、清水の監督に就任。前年の2ndステージ（当時のJ1は2ステージ制）12位からの巻き返しを図り、1stステージは序盤前年までの3バックから4バックへと変更したが、結局ステージ後半は3バックに変更する。後半戦は巻き返したが5勝7敗3分と負け越して11位に終わる。降格こそ逃れたものの負け越したため、シーズン終了後に解任された。

### 第二期甲府監督時代
川崎フロンターレのユース監督を経て、2005年より甲府の監督に復帰。
この年甲府は大宮アルディージャからFWバレーの獲得に成功し、同時に長谷川太郎が成長したことにより藤田とともに得点を量産。一時は2位につけるもその後得点力が落ち、前半戦は6位で折り返す。後半戦開始まで期日があったためミニキャンプを張ると同時に石原をFWにコンバートする3トップを画策し、30節のコンサドーレ札幌戦より実践。42節の札幌戦で後半ロスタイム3得点を挙げて逆転勝利。そして最終節の京都パープルサンガ戦で2-1に勝利し3位でシーズン終了。入れ替え戦でもバレーのダブルハットトリックなどの活躍もあり柏レイソルに2戦2勝。チームをJ1昇格へ導いた。
2006年もこのスタイルを継続。調子を落とした長谷川に代わりこの年より加入した宇留野純、そして途中加入の茂原岳人を起用し、横浜F・マリノスや鹿島アントラーズなどの強豪チーム、さらには前年度王者のガンバ大阪に勝利しJ1残留を果たした。
しかしこの年を最後にバレーが退団すると翌2007年は開幕4連敗を喫するなど低迷。33節の柏レイソル戦で1-2で敗れたためJ2降格決定。同時に大木は責任を取り今季限りでの退任を発表した。

### 日本代表コーチ時代
2007年12月、サッカー日本代表の監督に就任した岡田武史に誘われコーチに就任。2009年6月11日のFIFAワールドカップ・アジア最終予選対カタール戦において前の試合で退席処分となり、1試合の出場停止処分となった岡田に代わり指揮をとった。2010 FIFAワールドカップ本大会を終了後に退任。

### 京都監督時代
2010年12月、京都サンガF.C.の監督に就任。2011年シーズンは序盤に出遅れて、昇格争いに絡めずJ2で7位の成績。なお、第91回天皇杯全日本サッカー選手権大会では準優勝に導いた。2012年シーズンはJ2リーグ3位の成績を収めたが、J1昇格プレーオフ準決勝で敗退してJ1昇格は果たせなかった。2013年もプレーオフで敗れ昇格を逃し、12月11日に退任した。2014年ジュビロ磐田U-18監督を務め、2015年から2年間はFC今治アドバイザー、バニーズ京都SCMonolith FCのスーパーアドバイザーを務めた。

### 岐阜監督時代
2016年11月29日にFC岐阜の監督に就任。
2019年は序盤から低迷、6月18日、成績不振によりFC岐阜と契約解除。岐阜は同年J3降格。

### 熊本監督時代
2019年12月12日に、2020年からJ3のロアッソ熊本の監督に就任することが発表された。2020年はJ3で8位、2021年はJ3で優勝に導きチームは2018年に降格して以来のJ2に復帰。2022年もチーム過去最高位となる4位の成績を収める。J1参入プレーオフでは決勝まで駒を進めたものの、京都に引き分け敗退しJ2に残留となった。2023年はキャプテンの河原やチーム得点王の高橋ら主力が多く退団し、三島や石川などの怪我人が多く出たこともありJ2残留争いに巻き込まれるが14位でシーズンを終えJ2残留へと導いた。天皇杯ではクラブ史上初のベスト4まで導き、準決勝で柏に敗退した。

## 所属クラブ

### 現役時代
- 1970年 - 1973年 清水市立辻小学校
- 1974年 - 1976年 清水市立第一中学校
- 1977年 - 1979年 静岡県立清水東高等学校
- 1980年 - 1983年 東京農業大学
- 1984年 - 1991年 富士通

### 指導者時代
- 1991年8月 - 1992年 東京農業大サッカー部 コーチ
- 1993年 - 2001年 清水エスパルス
  - 1993年 ユース監督兼ジュニアユースコーチ
  - 1994年 - 1995年 サテライトコーチ
  - 1996年 - 1997年 コーチ
  - 1999年 - 2000年 ヘッドコーチ (99.6 代行監督）
  - 2001年 コーチ兼サテライト監督
- 2002年 ヴァンフォーレ甲府 監督
- 2003年 清水エスパルス 監督
- 2004年 川崎フロンターレユース 監督
- 2005年 - 2007年 ヴァンフォーレ甲府 監督
- 2008年 - 2010年 サッカー日本代表 コーチ
- 2011年 - 2013年 京都サンガF.C. 監督
- 2014年[7] ジュビロ磐田U-18 監督
- 2015年 - 2016[8] バニーズ京都SCスーパーアドバイザー
- 2017年 - 2019年6月 FC岐阜 監督
- 2020年 -  ロアッソ熊本 監督

## 個人成績
| 国内大会個人成績 | 国内大会個人成績 | 国内大会個人成績 | 国内大会個人成績 | 国内大会個人成績 | 国内大会個人成績 | 国内大会個人成績 | 国内大会個人成績 | 国内大会個人成績 | 国内大会個人成績 | 国内大会個人成績 | 国内大会個人成績 |
| 年度             | クラブ           | 背番号           | リーグ           | リーグ戦         | リーグ戦         | リーグ杯         | リーグ杯         | オープン杯       | オープン杯       | 期間通算         | 期間通算         |
| 年度             | クラブ           | 背番号           | リーグ           | 出場             | 得点             | 出場             | 得点             | 出場             | 得点             | 出場             | 得点             |
| 日本             | 日本             | 日本             | 日本             | リーグ戦         | リーグ戦         | JSL杯            | JSL杯            | 天皇杯           | 天皇杯           | 期間通算         | 期間通算         |
| ---------------- | ---------------- | ---------------- | ---------------- | ---------------- | ---------------- | ---------------- | ---------------- | ---------------- | ---------------- | ---------------- | ---------------- |
| 1984             | 富士通           |                  | JSL2部           |                  |                  |                  |                  |                  |                  |                  |                  |
| 1985             | 富士通           |                  | JSL2部           |                  |                  |                  |                  |                  |                  |                  |                  |
| 1986             | 富士通           |                  | JSL2部           |                  |                  |                  |                  |                  |                  |                  |                  |
| 1987             | 富士通           | 10               | JSL2部           | 12               | 2                | 2                | 1                |                  |                  |                  |                  |
| 1988-89          | 富士通           | 10               | JSL2部           | 18               | 2                | 1                | 0                |                  |                  |                  |                  |
| 1989-90          | 富士通           | 10               | JSL2部           | 30               | 3                | 1                | 0                |                  |                  |                  |                  |
| 1990-91          | 富士通           | 10               | JSL2部           | 23               | 2                | 2                | 0                |                  |                  |                  |                  |
| 1991-92          | 富士通           | 10               | JSL2部           | 0                | 0                | 0                | 0                |                  |                  |                  |                  |
| 通算             | 日本             | 日本             | JSL2部           |                  |                  |                  |                  |                  |                  |                  |                  |
| 総通算           |                  |                  |                  |                  |                  |                  |                  |                  |                  |                  |                  |

## 監督成績
| 年度   | チーム | リーグ | 大会名 | 試合数 | 勝  | 分  | 敗  | 勝点 | 順位 | Jリーグカップ  | 天皇杯    | 備考               |
| ------ | ------ | ------ | ------ | ------ | --- | --- | --- | ---- | ---- | -------------- | --------- | ------------------ |
| 2002   | 甲府   | J2     | -      | 44     | 16  | 10  | 18  | 58   | 7位  | -              | 3回戦敗退 |                    |
| 2003   | 清水   | J1     | 1st    | 15     | 5   | 3   | 7   | 18   | 11位 | ベスト4        | ベスト4   |                    |
| 2003   | 清水   | J1     | 2nd    | 15     | 6   | 3   | 6   | 21   | 10位 | ベスト4        | ベスト4   |                    |
| 2003   | 清水   | J1     | 年間   | 30     | 11  | 6   | 13  | 39   | 11位 | ベスト4        | ベスト4   |                    |
| 2005   | 甲府   | J2     | -      | 44     | 19  | 12  | 13  | 69   | 3位  | -              | 4回戦敗退 |                    |
| 2006   | 甲府   | J1     | -      | 34     | 12  | 6   | 15  | 42   | 15位 | 予選リーグ敗退 | ベスト8   |                    |
| 2007   | 甲府   | J1     | -      | 34     | 7   | 6   | 21  | 27   | 17位 | ベスト8        | 5回戦敗退 |                    |
| 2011   | 京都   | J2     | -      | 38     | 17  | 7   | 14  | 58   | 7位  | -              | 準優勝    |                    |
| 2012   | 京都   | J2     | -      | 42     | 23  | 5   | 14  | 74   | 3位  | -              | 3回戦敗退 | J1昇格PO準決勝敗退 |
| 2013   | 京都   | J2     | -      | 42     | 20  | 10  | 12  | 70   | 3位  | -              | 3回戦敗退 | J1昇格PO決勝敗退   |
| 2017   | 岐阜   | J2     | -      | 42     | 11  | 13  | 18  | 46   | 18位 | -              | 3回戦敗退 |                    |
| 2018   | 岐阜   | J2     | -      | 42     | 11  | 9   | 22  | 42   | 20位 | -              | 2回戦敗退 |                    |
| 2019   | 岐阜   | J2     | -      | 18     | 3   | 3   | 12  | 12   | 22位 | -              | 2回戦敗退 |                    |
| 2020   | 熊本   | J3     | -      | 34     | 16  | 6   | 12  | 54   | 8位  | -              | -         |                    |
| 2021   | 熊本   | J3     | -      | 28     | 15  | 9   | 4   | 54   | 優勝 | -              | 2回戦敗退 |                    |
| 2022   | 熊本   | J2     | -      | 42     | 18  | 13  | 11  | 67   | 4位  | -              | 3回戦敗退 | J1参入PO決定戦敗退 |
| 2023   | 熊本   | J2     | -      | 42     | 13  | 10  | 19  | 49   | 14位 | -              | ベスト4   |                    |
| 2024   | 熊本   | J2     | -      | 38     | 13  | 7   | 18  | 46   | 12位 | 2回戦敗退      | 1回戦敗退 |                    |
| 2025   | 熊本   | J2     | -      |        |     |     |     |      |      |                |           |                    |
| J1通算 | J1通算 | J1通算 | -      | 97     | 30  | 18  | 49  |      |      |                |           |                    |
| J2通算 | J2通算 | J2通算 | -      | 438    | 164 | 99  | 171 |      |      |                |           |                    |
| J3通算 | J3通算 | J3通算 | -      | 62     | 31  | 15  | 16  |      |      |                |           |                    |
| J通算  | J通算  | J通算  | -      | 597    | 225 | 132 | 236 |      |      |                |           |                    |

- 2003年のJ1は2ステージ制。
- 2003年は途中退任（但し公式戦は全日程指揮をとっている）。
- 2019年は途中退任。

## タイトル

### 指導者時代

#### クラブ
ロアッソ熊本
- J3リーグ：1回（2021年）

#### 個人
- J2リーグ優秀監督賞：1回（2022年）
- J2リーグ月間優秀監督賞：2回（2022年7月、2022年9月）
- J3リーグ優勝監督賞：1回（2021年）
- J3リーグ月間優秀監督賞：1回（2021年9月）